# Championnats d'Europe d'athlétisme en salle 1986
Navigation
Les 17e Championnats d'Europe d'athlétisme en salle se sont déroulés les 22 et 23 février 1986 au Palais des sports de Madrid, en Espagne. 22 épreuves figurent au programme (12 masculines et 10 féminines).

## Résultats

### Hommes
| Épreuves         | Or                                     | Argent                                 | Bronze                                      |
| 60 m             | Ronald Desruelles (BEL) 6 s 61         | Steffen Bringmann (GDR) 6 s 64         | Bruno Marie-Rose (FRA) 6 s 65               |
| 200 m            | Linford Christie (GBR) 21 s 10         | Aleksandr Yevgenyev (URS) 21 s 18      | Nikolay Razgonov (URS) 21 s 48              |
| 400 m            | Thomas Schönlebe (GDR) 46 s 98         | José Alonso (ESP) 47 s 12              | Mathias Schersing (GDR) 47 s 59             |
| 800 m            | Peter Braun (FRG) 1 min 48 s 96        | Colomán Trabado (ESP) 1 min 49 s 12    | Thierry Tonnelier (FRA) 1 min 49 s 51       |
| 1 500 m          | José Luis González (ESP) 3 min 44 s 55 | José Luis Carreira (ESP) 3 min 45 s 07 | Han Kulker (NED) 3 min 46 s 46              |
| 3 000 m          | Dietmar Millonig (AUT) 7 min 59 s 08   | Stefano Mei (ITA) 7 min 59 s 12        | João Campos (POR) 7 min 59 s 15             |
| 60 mètres haies  | Javier Moracho (ESP) 7 s 67            | Daniele Fontecchio (ITA) 7 s 70        | Holger Pohland (GDR) 7 s 71                 |
| Saut en hauteur  | Dietmar Mögenburg (FRG) 2,34 m         | Carlo Thränhardt (FRG) 2,31 m          | Eddy Annys (BEL) Geoff Parsons (GBR) 2,28 m |
| Saut à la perche | Atanas Tarev (BUL) 5,70 m              | Marian Kolasa (POL) 5,70 m             | Philippe Collet (FRA) 5,65 m                |
| Saut en longueur | Robert Emmiyan (URS) 8,32 m (RC)       | László Szalma (HUN) 8,24 m             | Jan Leitner (TCH) 8,17 m                    |
| Triple saut      | Mâris Bružiks (URS) 17,54 m (RC)       | Aleksandr Plekhanov (URS) 17,21 m      | Béla Bakosi (HUN) 16,93 m                   |
| Lancer du poids  | Werner Günthör (SUI) 21,51 m           | Sergey Smirnov (URS) 20,36 m           | Marco Montelatici (ITA) 20,11 m             |

### Femmes
| Épreuves         | Or                                   | Argent                              | Bronze                                 |
| 60 m             | Nelli Fiere-Cooman (NED) 7 s 00 (RC) | Marlies Göhr (GDR) 7 s 08           | Silke Gladisch (GDR) 7 s 14            |
| 200 m            | Marita Koch (GDR) 22 s 58            | Ewa Kasprzyk (POL) 22 s 96          | Kirsten Emmelmann (GDR) 23 s 28        |
| 400 m            | Sabine Busch (GDR) 51 s 40           | Petra Müller (GDR) 51 s 59          | Ann-Louise Skoglund (SWE) 52 s 40      |
| 800 m            | Sigrun Wodars (GDR) 1 min 59 s 89    | Cristeana Matei (ROU) 2 min 01 s 54 | Slobodanka Colovic (YUG) 2 min 03 s 28 |
| 1 500 m          | Svetlana Kitova (URS) 4 min 14 s 25  | Tatyana Lebonda (URS) 4 min 14 s 29 | Mitica Junghiatu (ROU) 4 min 15 s 00   |
| 3 000 m          | Ines Bibernell (GDR) 8 min 52 s 52   | Yvonne Murray (GBR) 9 min 01 s 31   | Regina Cistiakova (URS) 9 min 01 s 72  |
| 60 mètres haies  | Cornelia Oschkenat (GDR) 7 s 79      | Anne Piquereau (FRA) 7 s 89         | Kerstin Knabe (GDR) 7 s 90             |
| Saut en hauteur  | Andrea Bienias (GDR) 1,97 m          | Gabriele Günz (GDR) 1,94 m          | Larisa Kositsyna (URS) 1,94 m          |
| Saut en longueur | Heike Drechsler (GDR) 7,18 m (RC)    | Helga Radtke (GDR) 6,94 m           | Yelena Kokonova (URS) 6,90 m           |
| Lancer du poids  | Claudia Losch (FRG) 20,48 m          | Heidi Krieger (GDR) 20,21 m         | Mihaela Loghin (ROU) 19,07 m           |

## Tableau des médailles
| Rang | Nation               | Or | Argent | Bronze | Total |
| ---- | -------------------- | -- | ------ | ------ | ----- |
| 1    | Allemagne de l'Est   | 8  | 6      | 5      | 19    |
| 2    | Union soviétique     | 3  | 4      | 4      | 11    |
| 3    | Allemagne de l'Ouest | 3  | 1      | 0      | 4     |
| 4    | Espagne              | 2  | 3      | 0      | 5     |
| 5    | Royaume-Uni          | 1  | 1      | 1      | 3     |
| 6    | Belgique             | 1  | 0      | 1      | 2     |
| 6    | Pays-Bas             | 1  | 0      | 1      | 2     |
| 8    | Autriche             | 1  | 0      | 0      | 1     |
| 8    | Bulgarie             | 1  | 0      | 0      | 1     |
| 8    | Suisse               | 1  | 0      | 0      | 1     |
| 11   | Italie               | 0  | 2      | 1      | 3     |
| 12   | Pologne              | 0  | 2      | 0      | 2     |
| 13   | France               | 0  | 1      | 3      | 4     |
| 14   | Roumanie             | 0  | 1      | 2      | 3     |
| 15   | Hongrie              | 0  | 1      | 1      | 2     |
| 16   | Tchécoslovaquie      | 0  | 0      | 1      | 1     |
| 16   | Portugal             | 0  | 0      | 1      | 1     |
| 16   | Suède                | 0  | 0      | 1      | 1     |
| 16   | Yougoslavie          | 0  | 0      | 1      | 1     |